# البطار
البطار قرية سورية جبلية من قرى محافظة طرطوس تقع في المنطقة الساحلية على سفح قمة من قمم سلسلة الجبال الغربية وتنعم بإطلالات ومناظر طبيعية ساحرة.

تبعد القرية عن بلدة ومصيف المشتى نحو 7 كلم، وعن مدينة حمص حوالي 60 كلم، وعن مدينة طرطوس نحو 50 كلم، وعن العاصمة دمشق نحو 215 كلم. ترتفع ساحة القرية نحو 700 متر عن سطح البحر، في حين ينيف ارتفاع بعض مناطقها عن 900 متر. 

| المحافظة   | طرطوس                                   |
| الارتفاع   | ما بين 600 و900 متر فوق سطح البحر       |
| خط الطول   | 36.315                                  |
| خط العرض   | 34.862                                  |
| عدد السكان | حوالي 1000 نسمة                         |
| المزروعات  | التفاح والعنب وسواها من الأشجار المثمرة |

الزراعة هي عماد الحياة في القرية، التي تتخذ معظم حقولها وبساتينها شكل المصاطب المتدرجة على طول سفوح الجبال المحيطة بها، والتي تزرع بالأشجار المثمرة والمحاصيل الموسمية، ويتيح معدل هطول الأمطار العالي  في القرية الزراعة بالطريقة البعلية، ما يغني مزارعيها عن استخدام المياه لري المزروعات. 

يعدّ التفاح من أهم محاصيل القرية، حيث تنتج منه كميات كبيرة سنوياً بمختلف أنواعه، ويتم تبريدها وبيعهاً تدريجياً لتجار الفاكهة والخضروات في أسواق المدن الكبرى وتصدر للخارج وإلى جانب التفاح، يزرع العديد من أنواع الفاكهة الأخرى والخضروات للاستهلاك المنزلي عموماً، فعلى الرغم من أن البعض يبيع جزءاً من المحاصيل، إلا أنها لا تمثل مقومات زراعية رئيسية، ومنها العنب والإجاص والدراق والخوخ والمشمش والخيار والطماطم والملفوف والبقدونس.
من جهة أخرى، يخصص بعض المزارعين قسماً من أراضيهم لزراعة الحبوب، كالقمح والذرة، المعدّان للاستخدام الشخصي. ويستخدم الأهالي القمح بشكل رئيسي في إنتاج البرغل الذي يعد من أهم المؤن السنوية، ويدخل في المطبخ المحلي بشكل كبير، حيث يعد ويُطبخ لوحده أو إلى جانب أطباق أخرى كالبامية والفاصولياء والسبانخ وغيرها ، أو يدخل في تحضير العديد من الأطباق الشهية كالكبة بأنواعها والتبولة والمجدرة. 

وتتيح خصوبة أراضي القرية، والمنطقة عموماً، نوعاً من الاكتفاء الذاتي، سيما وأن معظم الأهالي دأبوا على تربية المواشي والطيور حتى فترة قريبة لإنتاج مشتقات الحليب والبيض واللحوم.

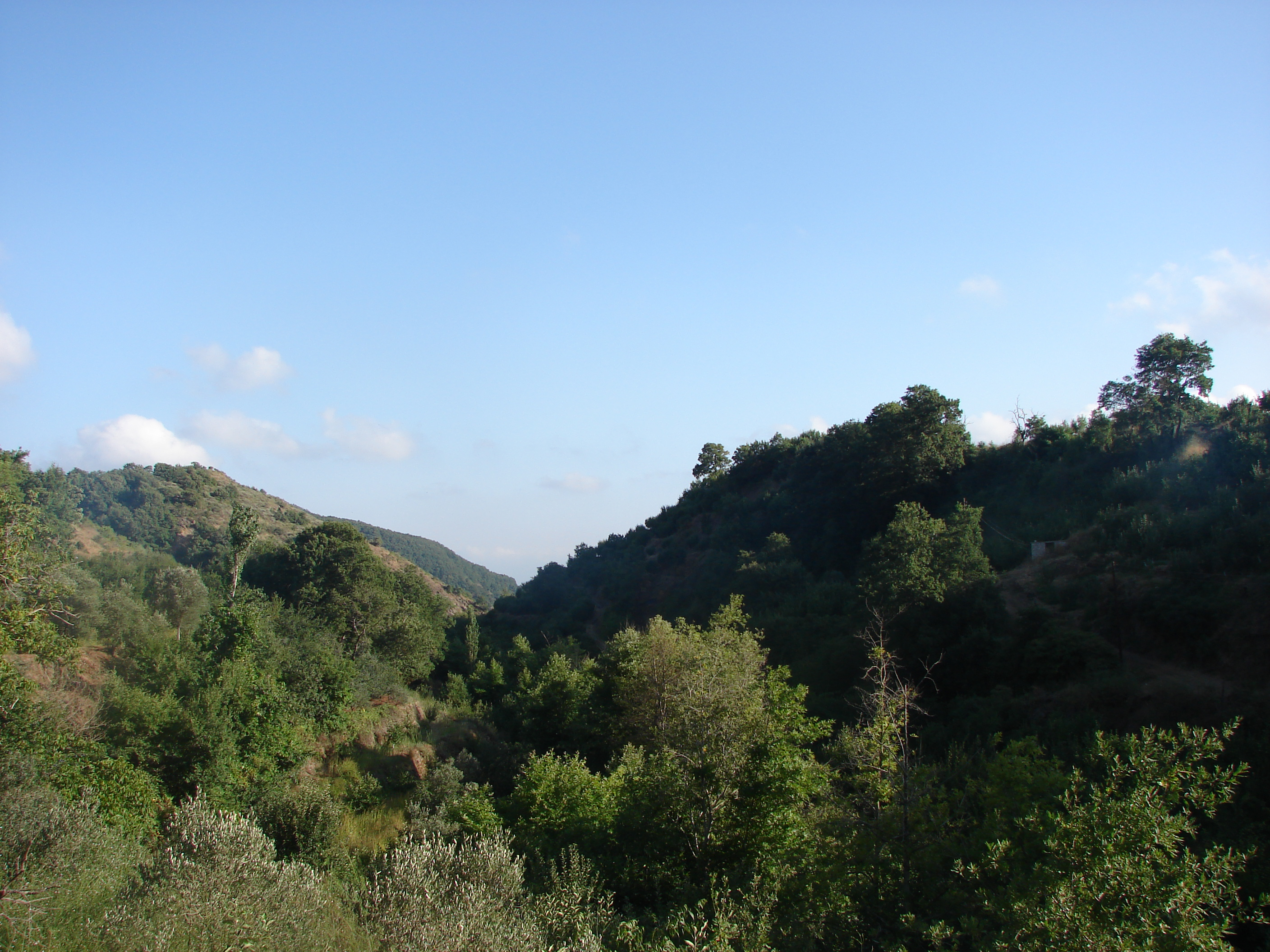
مشهد عام لطبيعة البطار صيفاً

## أصل الاسم
بحسب روايات بعض مسني القرية، فإن الاسم مشتق من كلمتي «لبّ الطائر» (لب الطير بالعامية)، لكن من المرجح أن يكون أصل الاسم سريانياً كما هو حال الكثير من أسماء القرى والبلدات في المنطقة.

## تاريخها

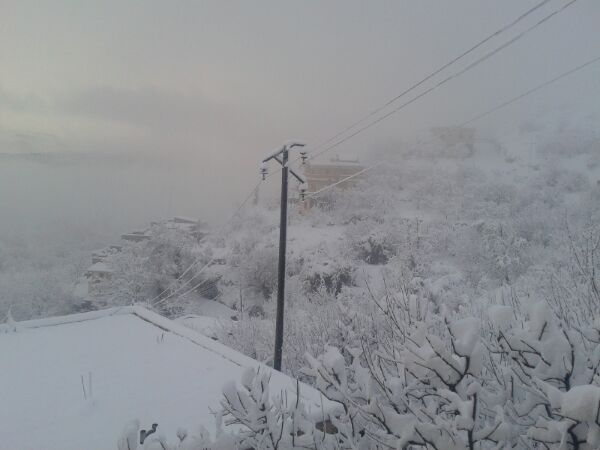
صباح مثلج في البطار، كانون الثاني 2013

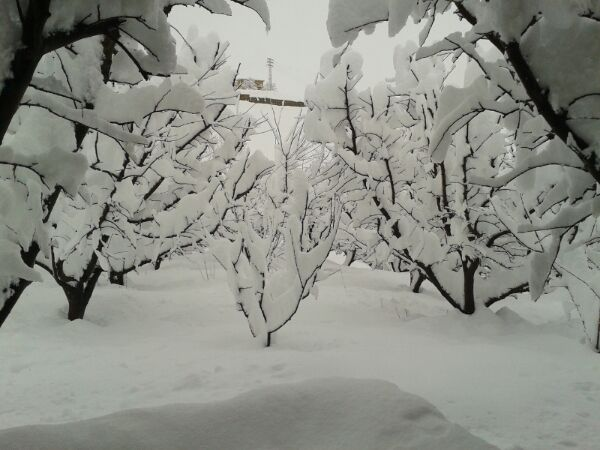
صباح مثلج في البطار، كانون الثاني 2013

تدل المعطيات التاريخية أن القرية كانت مأهولة بالسكان منذ العصر الروماني على أقل تقدير، حيث وُجدت فيها بقايا مساكن كلسية قديمة تعود للحقبة الرومانية ، فضلاً عن أن كنيستها ضاربة في القدم ويرجح أنها شُيدت أول مرة إبان الحقبة البيزنطية فوق معبد وثني روماني . وهي تقع على ضفة أحد روافد النهر الكبير الجنوبي ، ويدعى نهر «راويل»، وهو في الغالب اسم روماني. وقد تم تشييد بناء الكنيسة الحجري المعاصر خلال العام 1908، كما هو مكتوب على مدخلها، وذلك على أثر احتراق بنائها الخشبي القديم.
كما يوجد في القرية بقايا برج كان يستخدم لإشعال النيران التحذيرية بدنو جيوش معادية، وهو حلقة هامة في سلسلة طويلة من أبراج التحذير تبدأ بقلعة المرقب المطلة على الساحل قرب مدينة بانياس، وتمر ببرج صافيتا وصولاً إلى قلعة الحصن لتتابع طريقها بعد ذلك نحو قلاع أخرى من قلاع جبال الساحل السوري .

## السكان
لا يتخطى تعداد قاطني البطار الألف نسمة، إلا أن هذا الرقم يرتفع صيفاً حيث يقصدها المصطافون والسياح، وهي في ذلك كغيرها من بقية قرى وبلدات المنطقة التي تتمتع بطبيعة ساحرة، ويتنوع هؤلاء المصطافون بين أهالي القرية الذين انتقلوا للإقامة في المدن السورية الكبرى بحثاً عن فرص العمل، وأصدقائهم ومعارفهم الذين يزورنهم، إلى جانب المغتربين الذين يعيشون في دول المهجر حول العالم. 

وتتصف البطار بكثرة أبنائها المهاجرين المقيمين في دول الاغتراب ولا سيما البرازيل والأرجنتين والولايات المتحدة الأمريكية ودول الخليج العربي. وقد ولد حالياً جيل رابع من أبناء المغتربين في دول الأمريكيتين وأوروبا، في حين يغلب على المغتربين في دول الخليج الإقامة فيها لمدة من الزمن ومن ثم العودة للاستقرار في القرية أو في المدن القريبة. والبطار تشبه في حالها هذا سواها من قرى وبلدات المنطقة الساحلية، حيث اعتاد أهلوها الاغتراب منذ حقبة الاحتلال العثماني للبلاد، وارتفعت نسبهم إبان الحرب العالمية الأولى، أو ما يُعرف بفترة السفر برلك، هرباً من سوء معاملة السلطة العثمانية وبحثاً عن لقمة العيش في ظل الظروف الاقتصادية الصعبة التي عمّت البلاد في تلك الفترة، وتفادياً لإجبارهم على الانخراط في صفوف الجيش العثماني في حربه إلى جانب الإمبراطورية الألمانية ضد قوات الحلفاء.

## السياحة
البطار لديها طبيعة جبلية صيفاً وشتاءً، على الرغم من أنها تكون قاسية شتاءً وتتساقط عليها الثلوج بضعة مرات في كل عام. ويعد فصل الصيف الأمثل لتمضية الوقت في القرية، حيث أنه يتسم بمناخ متوسطي جبلي معتدل نهاراً وقد يشوبه شيء من البرودة ليلاً . وبشكل عام، تنخفض درجات الحرارة إلى ما فوق الصفر ببضعة درجات في أيام الشتاء وتدنو إلى ما تحت الصفر في معظم لياليه، في حين أنها تتخطى عتبة الثلاثين مئوية خلال شهر آب الصيفي. 

وتتصف البطار بخضرتها الكثيفة الغابات، كما تساهم طبيعتها الجبلية برسم الكثير من المشاهد الطبيعية في شتى أرجائها، بما فيها إطلالات متميزة على حقول وبساتين القرية والغابات والأحراش المحيطة بها. ويمكن في بعض أيام الصيف الصافية رؤية البحر عند الوقوف فوق قمم القرية العالية. 

ويوجد في القرية غابة  كبيرة تتكون بمجملها من أشجار البلوط والكستناء، وهي تعد إحدى بضعة غابات كستناء برية طبيعية على مستوى العالم، حيث يقصدها بعض طلاب كليات ومعاهد الزراعة والغابات للتعرف على الظروف التي ساعدت في تشكيلها واستمراريتها وتوسعها. 

إلى جانب ذلك، تقع البطار في منطقة تزخر بالمواقع السياحية الاستجمامية والأثرية والدينية الهامة، نذكر منها:
- قلعة الحصن
- دير مار جرجس
- دير سيدة الجبال للكلدان
- مغارة الضوايات (مشتى الحلو)
- قلعة مصياف
- قلعة القدموس
- برج صافيتا
- حصن سليمان

كما يوجد في القرية فندق صغير هو جزء من مشروع الخمائل السياحي تمّ تشييده قبل بضعة عقود من الزمن.

## حواشي
1. ↑  موقع مختص بمعدلات هطول الأمطار السنوية نسخة محفوظة 04 مارس 2016 على موقع واي باك مشين.
2. ↑  أسماء القرى الطرطوسية، صحيفة الثورة نسخة محفوظة 2020-04-05 على موقع واي باك مشين.
3. ↑  الصفحة 15، تقييم حساسية القطاع الحراجي في سورية للتغيرات المناخية، الدكتور يوسف مسلماني  [وصلة مكسورة] نسخة محفوظة 6 نوفمبر 2011 على موقع واي باك مشين.